# Municipio de Bethlehem (condado de Stark)
El municipio de Bethlehem (en inglés: Bethlehem Township) es un municipio ubicado en el condado de Stark en el estado estadounidense de Ohio. En el año 2010 tenía una población de 5347 habitantes y una densidad poblacional de 62,25 personas por km².

## Geografía
El municipio de Bethlehem se encuentra ubicado en las coordenadas 40°41′23″N 81°28′55″O / 40.68972, -81.48194. Según la Oficina del Censo de los Estados Unidos, el municipio tiene una superficie total de 85.89 km², de la cual 85.67 km² corresponden a tierra firme y (0.27%) 0.23 km² es agua.

## Demografía
Según el censo de 2010, había 5347 personas residiendo en el municipio de Bethlehem. La densidad de población era de 62,25 hab./km². De los 5347 habitantes, el municipio de Bethlehem estaba compuesto por el 98.39% blancos, el 0.45% eran afroamericanos, el 0.24% eran amerindios, el 0.17% eran asiáticos, el 0.02% eran isleños del Pacífico, el 0.06% eran de otras razas y el 0.67% pertenecían a dos o más razas. Del total de la población el 0.8% eran hispanos o latinos de cualquier raza.